# Мігел Сілва
Мігел Сілва (порт. Miguel Silva, нар. 7 квітня 1995, Гімарайнш) — португальський футболіст, воротар ізраїльського клубу «Бейтар» (Єрусалим) та, в минулому, молодіжної збірної Португалії.

## Клубна кар'єра
Народився 7 квітня 1995 року в місті Гімарайнш. Вихованець юнацьких команд футбольних клубів «Візела» та «Віторія» (Гімарайнш). З 2014 року став виступати за резервну команду «Віторії», в якій провів два сезони, взявши участь у 12 матчах чемпіонату. 28 листопада 2015 року Мігел Сілва дебютував за основну команду в матчі чемпіонату проти «Боавішти» (2:1) і загалом відіграв за клуб з Гімарайнша наступні п'ять сезонів своєї ігрової кар'єри.
В липні 2020 року після розірвання контракту з «Віторією» Мігель Сілва приєднався до кіпрського АПОЕЛа на правах вільного агента. Протягом свого однорічного перебування в Нікосії Сілва зіграв 25 ігор в усіх турнірах, після чого повернувся на батьківщину і 29 червня 2021 року уклав контракт з клубом «Марітіму», у складі якого провів наступні півтора сезони своєї кар'єри гравця, будучи дублером основного воротаря Пауло Вітора, тому зіграв лише 17 ігор.
28 січня 2023 року Сілва відправився до Ізраїлю, де став гравцем місцевого «Бейтара» (Єрусалим). Того ж року він з командою виграв Кубок Ізраїлю. Станом на 25 травня 2025 року відіграв за єрусалимську команду 77 матчів в національному чемпіонаті.

## Виступи за збірну
Протягом 2016—2017 років залучався до складу молодіжної збірної Португалії. На молодіжному рівні зіграв у 2 офіційних матчах, пропустив 4 голи. Також провів одну гру у формі олімпійської збірної Португалії U-23.

## Статистика виступів

### Статистика клубних виступів
Станом на 3 червня 2017
| Сезон                           | Команда                         | Чемпіонат                       | Чемпіонат | Чемпіонат | Національний кубок | Національний кубок | Національний кубок | Континентальні кубки | Континентальні кубки | Континентальні кубки | Інші змагання | Інші змагання | Інші змагання | Усього | Усього |
| Сезон                           | Команда                         | Ліга                            | Ігор      | Голів     | Ліга               | Ігор               | Голів              | Ліга                 | Ігор                 | Голів                | Ліга          | Ігор          | Голів         | Ігор   | Голів  |
| ------------------------------- | ------------------------------- | ------------------------------- | --------- | --------- | ------------------ | ------------------ | ------------------ | -------------------- | -------------------- | -------------------- | ------------- | ------------- | ------------- | ------ | ------ |
| 2015–16                         | «Віторія» (Гімарайнш)           | ПЛ                              | 24        | -39       | КП+КЛ              | 0                  | 0                  |                      | -                    | -                    |               | -             | -             | 24     | -39    |
| 2016–17                         | «Віторія» (Гімарайнш)           | ПЛ                              | 4         | -5        | КП+КЛ              | 5+3                | -4 + -5            |                      | -                    | -                    |               | -             | -             | 12     | -14    |
| 2017–18                         | «Віторія» (Гімарайнш)           | ПЛ                              | 16        | -27       | КП+КЛ              | 2+3                | -5 + -8            | ЛЄ                   | 3                    | -4                   | СП            | 1             | -3            | 25     | -47    |
| 2018–19                         | «Віторія» (Гімарайнш)           | ПЛ                              | 11        | -13       | КП+КЛ              | 4+1                | -1 + -2            |                      | -                    | -                    |               | -             | -             | 16     | -16    |
| 2019–20                         | «Віторія» (Гімарайнш)           | ПЛ                              | 5         | -8        | КП+КЛ              | 0+1                | 0                  | ЛЄ                   | 8                    | -8                   |               | -             | -             | 14     | -16    |
| Усього за «Віторію» (Гімарайнш) | Усього за «Віторію» (Гімарайнш) | Усього за «Віторію» (Гімарайнш) | 60        | -92       |                    | 19                 | -25                |                      | 11                   | -12                  |               | 1             | -3            | 91     | -132   |
| 2020–21                         | АПОЕЛ                           | ПД                              | 21        | -26       | КК                 | 0                  | 0                  | ЛЄ                   | 4                    | -4                   |               | -             | -             | 25     | -30    |
| 2021–22                         | «Марітіму»                      | ПЛ                              | 4         | -4        | КП+КЛ              | 1+1                | -2 + -1            |                      | -                    | -                    |               | -             | -             | 6      | -7     |
| 2022-січ. 2023                  | «Марітіму»                      | ПЛ                              | 8         | -23       | КП+КЛ              | 0+3                | 0 + -7             |                      | -                    | -                    |               | -             | -             | 11     | -30    |
| Усього за Marítimo              | Усього за Marítimo              | Усього за Marítimo              | 12        | -27       |                    | 5                  | -10                |                      | -                    | -                    |               | -             | -             | 17     | -37    |
| січ.-черв. 2023                 | «Бейтар» (Єрусалим)             | ПЛ                              | 12        | -18       | КІ                 | 3                  | -1                 |                      | -                    | -                    |               | -             | -             | 15     | –      |
| Усього за кар'єру               | Усього за кар'єру               | Усього за кар'єру               | 105       | -163      |                    | 27                 | -36                |                      | 15                   | -16                  |               | 1             | -3            | 148    | -218   |

## Титули і досягнення
- Володар Кубка Ізраїлю (1):

«Бейтар» (Єрусалим): 2022/23